# Charlotte Sting
Las Charlotte Sting fue una franquicia de la WNBA establecida en Charlotte, Carolina del Norte, uno de los ocho equipos originales de la competición. El equipo desapareció en enero de 2007. Las Sting fueron originalmente una organización hermanada con los Charlotte Hornets, hasta que la NBA recolocó el equipo en Nueva Orleans en 2002. Robert L. Johnson, fundador de la Black Entertainment Television, se hizo con el control del equipo en enero de 2003, poco después de ser anunciado como el principal propietario de la franquicia en expansión de los Charlotte Bobcats.

## Historia de la franquicia
Las Sting fueron uno de los ocho equipos que participaron en la primera temporada de la WNBA en 1997. Sus propietarios eran los mismos que tenían el equipo de los Charlotte Hornets de la NBA. En su primera temporada en la liga acabaron la fase regular con 15 victorias y 13 derrotas, clasificándose para disputar los playoffs, en los que cayeron ante las posteriormente campeonas, las Houston Comets, en las semifinales a un único partido.
Su mejor temporada la disputaron en 2001, cuando a pesar de perder 10 de los primeros 11 partidos, de ahí al final solo perdieron 4 más, acabando con un balance de 18 victorias y 14 derrotas. Se clasificaron en cuarta y última posición para disputar los playoffs, pero a pesar de ello derrotaron primero a las primeras clasificadas del Este, Cleveland Rockers y posteriormente a las segundas, New York Liberty, llegando a las finales en las que fueron barridas por Los Angeles Sparks en dos partidos.
Tras la temporada 2001-02 de la NBA, los Charlotte Hornets fueron recolocados en Nueva Orleans, pero las Stong no acompañaron a la franquicia en aquel traslado. La NBA anunció casi inmediatamente la creación de una nueva franquicia en Charlotte, los Bobcats para 2004, cuyo dueño, Robert L. Johnson, también compraría las Sting, convirtiéndola en su franquicia hermana.
En enero de 2007, los propietarios de la franquicia se desentendieron de la misma, y al no encontrar la WNBA un nuevo comprador, el equipo desapareció.

## Jugadoras

### Números retirados
- 32. Andrea Stinson

## Entrenadores
- Marynell Meadors (1997–1999)
- Dan Hughes (1999)
- T.R. Dunn (2000)
- Anne Donovan (2001–2002) (Miembro del Hall of Fame)
- Trudi Lacey (2003–2 de agosto de 2005)
- Tyrone "Muggsy" Bogues (3 de agosto de 2005 – 2007)